# Бангасу
Бангасу́ — город в Центральноафриканской Республике. Является административным центром префектуры Мбому. Население — 54 059 чел. (по данным 2021 года).

## География
Город расположен восточнее столицы страны, Банги. Бангасу лежит на правом берегу реки Мбому (которая и дала название префектуре). На противоположном берегу находится уже территория Демократической Республики Конго.

## Транспорт
Через Бангасу проходит транс-африканский автодорожный маршрут  шоссе Лагос-Момбаса.
В городе есть аэропорт.

## Религия
Бангасу является центром местной католической епархии.